# Берберин
Берберин, фризер или брица је занатлија који обликује и стилизује фризуре. Под берберином се углавном подразумева мушки фризер док се женски фризер бави дамама и има далеко сложенији посао. Берберска столица је столица са рукохватима и наслоном за главу. Може се окретати у круг и дизати и спуштати. Обично има и једно јастуче које се обрће код промене муштерије, да нова муштерија седи на „хладном“.
Берберин се бави:
- косом - шишање на различите дужине, прање, сушење, фарбање, стављање гела, уља, лосиона за раст косе, колоњске воде и сл. Шишање се обавља маказама које могу да буду равне(флах) и ефилир маказе са зубцима, чешљем и машиницом за шишање. Но постоји и шишање са бријачем или упаљеним комадићем вате тзв „Фен каре“. Неки бербери праве и перике од праве длаке.
- брадом - бријање, штуцовање, обликовање. Право берберско бријање започиње стављањем влажног врућег пешкира да кожа и длака омекшају. Потом се специјалном четком наноси сапун који даје јаку пену. Бријање се обавља бријачем који се током бријања више пута оштри о специјални кожни каиш, у данашње време чешће са користе бритве са жилетом. Потом следи испирање, стављање лосиона, кремова и колоњских водица, по жељи муштерије.
- брковима - бријање, штуцовање, обликовање, па и фарбање.

Некада су се бербери бавили и:
- стављањем пијавица. У недостатку лекара и бербери су давали свој допринос здрављу становништва. Пијавице су се држале у стакленој тегли и стављале су се на леђа пацијента да исисају „вишак“ крви. По потреби стављало се више пијавица. Поступак је био болан са проблематичним резултатом. Вероватно су се лечиле болести као што је високи крвни притисак. Поред тога што су долазили да би им ”пустили” крв долазили би и да им извади болни зуб.
- обрезивањем или сунећењем (одстрањивање вишка коже која покрива гланс на пенису). Обрезивање је поступак који се изводи на дечацима предшколског доба из религиозних разлога (а вероватно у позадини религиозних прописа стоје и хигијенски). Овај поступак је уобичајен код Јевреја и муслимана. Најновији подаци (из Африке) показују да је број оболелих од СИДЕ далеко мањи код обрезаних мушкараца. То се тумачи тиме да део коже који се одстрањује обрезивањем има најтањи слој слузокоже и најмање је заштићен од продора вируса.